# Entomofilia

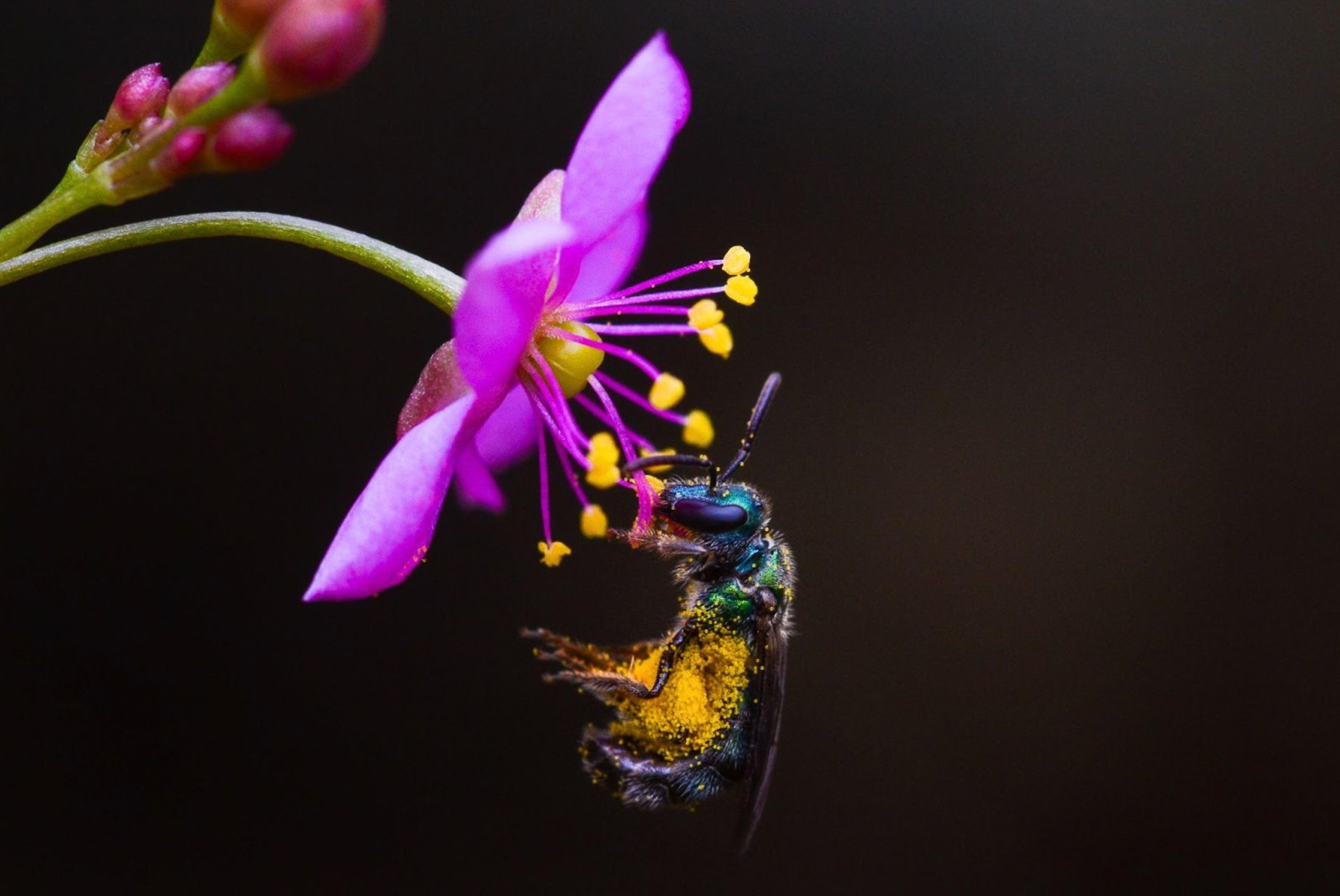
Abelha nativa repleta de pólen

Entomofilia é um termo utilizado para descrever a polinização realizada por insetos. Esta é considerada uma interação crucial no ecossistema, envolvendo a transferência de pólen de uma flor para outra por meio de vetores como abelhas, borboletas, besouros, moscas e vespas. As plantas que dependem de insetos para sua reprodução apresentaram, ao longo de sua história evolutiva, diversas adaptações relacionadas: como flores com cores vivas, aromas atrativos e néctar abundante — visando a atração de seus polinizadores. A coevolução entre as espécies animais e espécies de plantas ocorreu de maneira intrínseca, uma vez que os animais passaram a ter suas necessidades alimentares satisfeitas pelas flores — as quais produziam o néctar, substância específica para este fim. As plantas, por sua vez, garantiram suas necessidades de reprodução, já que incitaram visitas constantes dos seus polinizadores.
A entomofilia não apenas facilita a reprodução das plantas, mas também desempenha um papel vital na produção de alimentos, manutenção da biodiversidade e estabilidade dos ecossistemas. Dessa forma, com a crescente preocupação sobre o declínio das populações de insetos polinizadores, entender a dinâmica da entomofilia tornou-se essencial para a conservação ambiental e a segurança alimentar global.
A partir da história evolutiva dos insetos, a polinização entomófila iniciou-se com os besouros (coleópteros). Esses possuem o olfato bem desenvolvido, sendo atraídos pelas flores que têm forte odor. Com essa atração, os besouros que também se alimentam dos óvulos das flores e dos seus grãos de pólen, acabam por carregar nas peças bucais, acidentalmente, grãos de pólen até outras flores. Portanto, esses não evoluíram de forma especializada como polinizadores, visto que possuem uma dieta variada em seiva, frutos, fezes e cadáveres.
A relação mais intrínseca entre flores e insetos entomófilos ocorre com as vespas, abelhas e moscas, como agentes de polinização. As abelhas formam o grupo mais importante de visitantes florais. Tais insetos possuem peças bucais, pelos e outros apêndices com adaptações especiais para a coleta e transporte de néctar.
Outros insetos muito importantes para a polinização entomófila são mariposas e borboletas. Por usarem longas prosbócides sugadoras, estes insetos geralmente polinizam flores onde o nectário localiza-se na base do longo tubo floral. Neste grupo, há uma variação quanto a adaptação, tratando-se de mariposas grandes e pequenas. As mariposas grandes usualmente não entram nas flores, pairando defronte a mesma, de forma a inserir o prosbócide no tubo floral. Já as mariposas pequenas tendem a pousar na flor. Assim, é estabelecida uma relação adaptativa quanto ao tamanho da prosbócide da mariposa grande para a mariposa pequena.

## Principais polinizadores nativos
Insetos polinizadores nativos são adaptados às condições ambientais e às plantas do Brasil, desempenhando um papel vital na manutenção da biodiversidade. A preservação desses polinizadores é essencial para a saúde dos ecossistemas naturais e para a sustentabilidade da agricultura no país. Alguns dos principais incluem:
Abelhas-sem-ferrão (Meliponini)
- Jataí (Tetragonisca angustula)
- Uruçu (Melipona spp.)

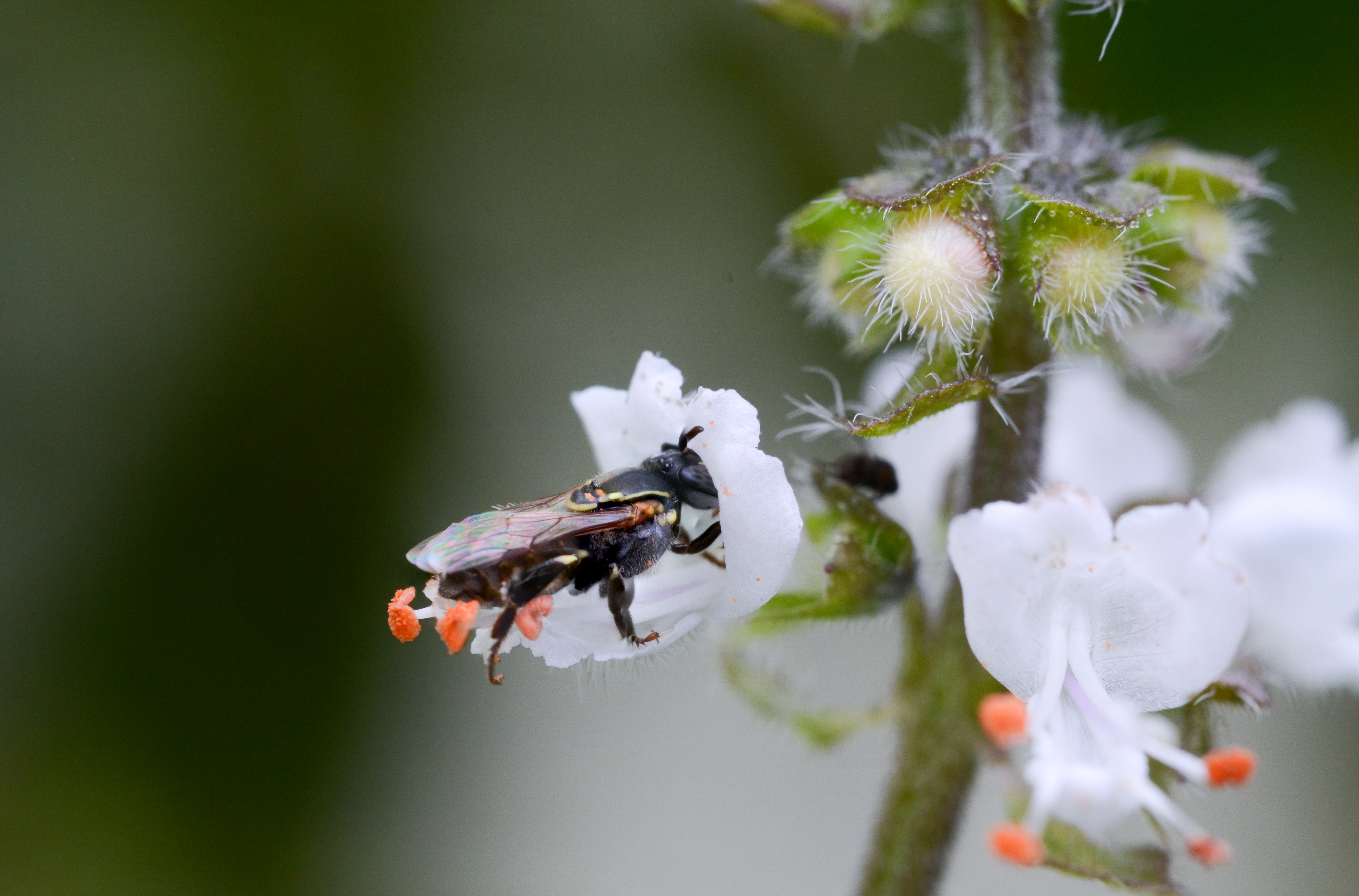
Flor de manjericão sendo polinizada por abelha nativa

- Iraí (Nannotrigona testaceicornis)
- Mandaguari (Scaptotrigona spp.)

Abelhas nativas solitárias
- Mamangava (Xylocopa spp.)
- Abelha-azul (Centridini spp.)

Besouros (Coleoptera)
- Pequenos besouros polinizadores das famílias Chrysomelidae, Curculionidae, Nitidulidae e Staphylinidae, além de escarabeídeos da tribo Cyclocephalini (Scarabaeidae, Dynastinae), são visitantes florais especializados de palmeiras, anonáceas e aráceas em ecossistemas naturais e agrossistemas do Brasil.[6]

Moscas (Diptera)
- Moscas-das-flores (Syrphidae)
- Diversas espécies de moscas-das-frutas (Tephritidae)

Vespas (Hymenoptera)
- Vespas-da-figueira (Agaonidae), que polinizam figueiras nativas.[7]

## Origem e Evolução da Entomofilia
As primeiras evidências mais concretas de entomofilia datam do Jurássico Superior, baseadas na análise morfológica de insetos fósseis. Os espécimes encontrados já apresentavam características consistentes com as de polinizadores atuais, contudo, essa relação pode apenas ser inferida.
Relações entomofílicas tomaram outra proporção com o advento das angiospermas, a partir do Cretáceo. Coincidindo tanto com a imensa irradiação destas, assim como a de diversos grupos de insetos, como besouros (Coleoptera), moscas (Diptera), vespas (Hymenoptera), borboletas e mariposas (Lepidoptera), e tripes (Thysanoptera). Entre outros fatores, esta relação mutualística levou as angiospermas a se tornarem o grupo mais abundante de plantas, tanto em biomassa quanto em número de espécies.
No início, tipicamente, estes insetos usavam as flores e frutos das angiospermas primordiais tanto como fonte de nutrientes, assim como sítio de acasalamento e nidificação. Com o tempo, ambas as partes coevoluíram, formando uma relação mutualística. Em especial, nota-se a cooptação de insetos fitófagos para o papel de polinizadores. Desde o Devoniano, artrópodes fitófagos estão envolvidos na dispersão das plantas terrestres, uma vez que esporos destas plantas foram encontrados nos coprólitos destes antigos artrópodes.
Também é possível inferir a occorência de polinização de fato mediada por insetos a partir do Permiano, muito antes do advento das angiospermas. A morfologia de fósseis de gimnospermas já indicava que sugeria que sua polinização só poderia ocorrer através de insetos. Na época, estas gimnospermas eram polinizadas por uma grande variedade de grupos de insetos, tanto com partes bucais sugadoras, como mastigadoras. Em especial destaque, temos "piolhos de livro" (Psocoptera) e Grylloblattodea, assim como grupos extintos relacionados aos viventes Orthoptera (grilos e gafanhotos) e Hemiptera (percevejos e cigarras).
A entomofilia evoluiu diversas vezes, de maneira independente, ao longo do tempo recente e profundo - mostrando-se uma tendência evolutiva. Foi um dos fatores determinantes em algumas das mais importantes irradiações da biota terrestre.

## Mecanismos de polinização

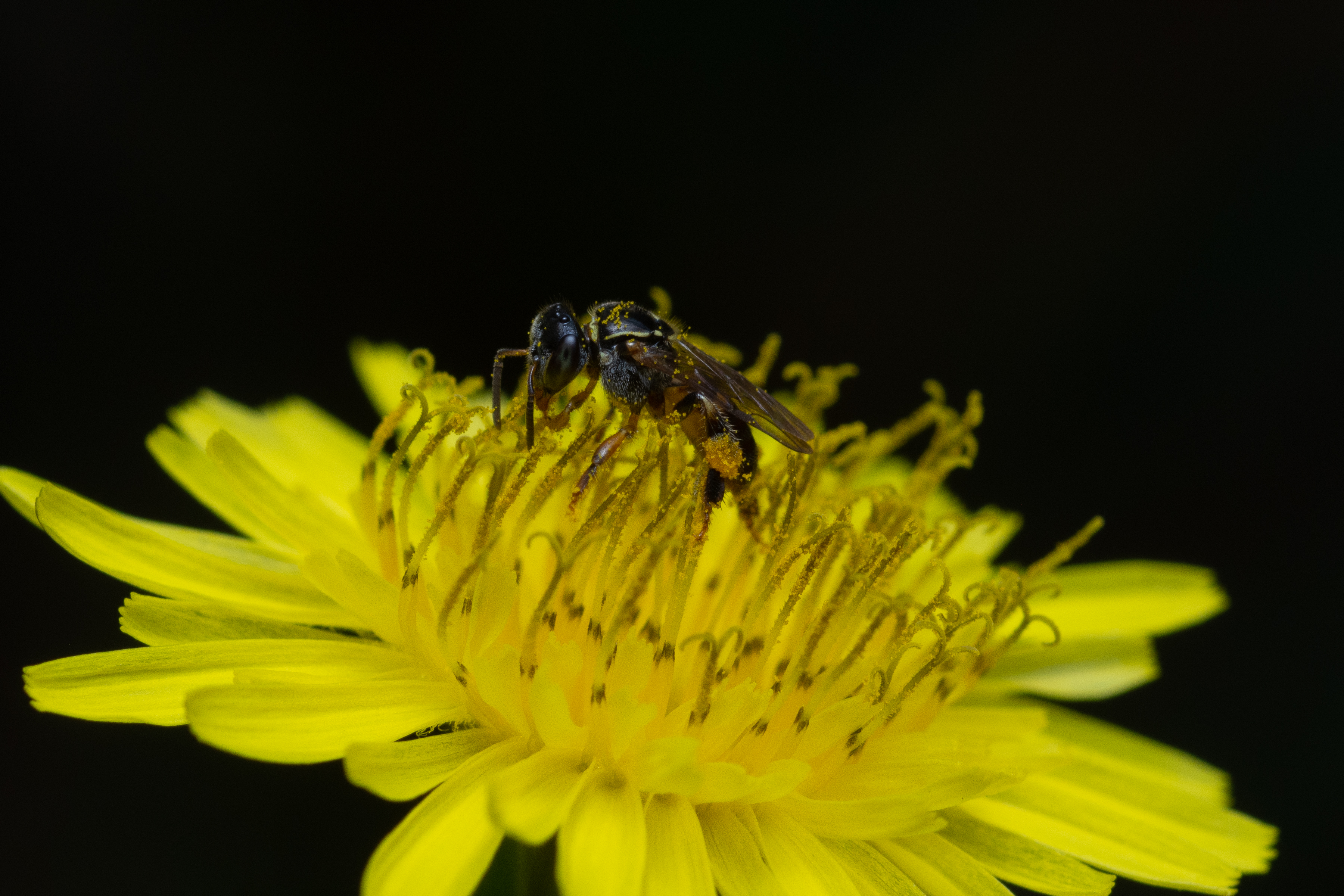
Pólen se aderindo a abelha nativa visitante

A entomofilia usualmente ocorre na tentativa do inseto de acessar as mais variadas recompensas oferecidas pelas flores como o néctar, pólen, partes florais, resinas e até o odor floral. Para acessar esses recursos, diversas estratégias e mecanismos são utilizadas pelos insetos polinizadores, dentre tantos, o mecanismo especializado mais famoso na ciência é a polinização da orquídea Angraecum sesquipedale pela mariposa Xanthopan morganii praedicta conhecida também como a “mariposa de Darwin”, relação que foi hipotetizada por Charles Darwin antes mesmo de ser observada na natureza. Outros mecanismos podem ser citados como a polinização vibratória realizada por abelhas do gênero Bombus, push-pull envolvendo cicas e besouros, a relação entre plantas do tipo figo e vespas, mutualismo de moscas e o mecanismo de “trap-and-release" de flores do gênero Aristolochia, entre outros. Alguns mecanismos envolvem ainda o mimetismo de plantas como a pseudocópula entre insetos da ordem Hymenoptera e angiospermas da família Orchidaceae
Polinização vibratória - Realizada por abelhas do gênero Bombus,  a polinização vibratória ocorre atráves do fenômeno de ressonância onde, para que ocorra a liberação do pólen, a abelha deve vibrar na mesma frequência natural à antera.
Vespas em figo – A relação entre vespas polinizadoras de figo é tão antiga que estão refletidas em adaptações morfologicas das vespas associadas ao transporte de pólen que incluem corbículas nas coxas anteriores e bolsos no mesotórax.  A polinização desses figos depende do ciclo de vida completo da vespa, uma vez que a fêmea, já carregada de pólen, entra na inflorescência denominada sicônio polinizando as flores femininas que amadurecem primeiro (protoginia). Dentro da inflorescência a vespa ovoposita, e ali as larvas eclodem, se alimentam e, quando atingem a fase adulta, as fêmeas carregadas de pólen das flores masculinas encontram seu caminho ao exterior através de buracos feitos pelas vespas machos que se desenvolveram primeiro, e assim o ciclo continua com a próxima vespa a entrar na próxima inflorescência.  
Polinização pela “Mariposa de Darwin” - Em 1832, após observar o longo nectário da orquídea Angraecum sesquipedale, Darwin hipotetizou que seu sucesso reprodutivo estava relacionado a polinização por uma mariposa com uma probóscide longa o suficiente para alcançar o néctar. Ele testou então com um tubo cilíndrico através do nectário e notou que a polínia da orquídea ficava presa na base do objeto, e ao inserir novamente, em algumas tentativas a polínia era depositada no estigma da flor. Apena anos mais tarde, em 1903, a mariposa Xanthopan morgani praedicta foi descrita por Rothschild e Jordan que hipotetizaram ser a mariposa de Darwin e posteriores testes demonstraram que a espécie de fato visita e poliniza A. sesquipedale.

## A polinização como serviço ecossistêmico e sua importância ecológica
Serviços ecossistêmicos consistem em funções benéficas ou bens que seres humanos obtêm dos ecossistemas e que apoiam direta ou indiretamente nossa qualidade de vida. Nesse sentido, insetos são provém diversos desses serviços, como proteção da biodiversidade, controle de pragas, regulação populacional, produção industrial, qualidade de vida urbana, sendo a polinização aquele relacionado com a entomofilia.

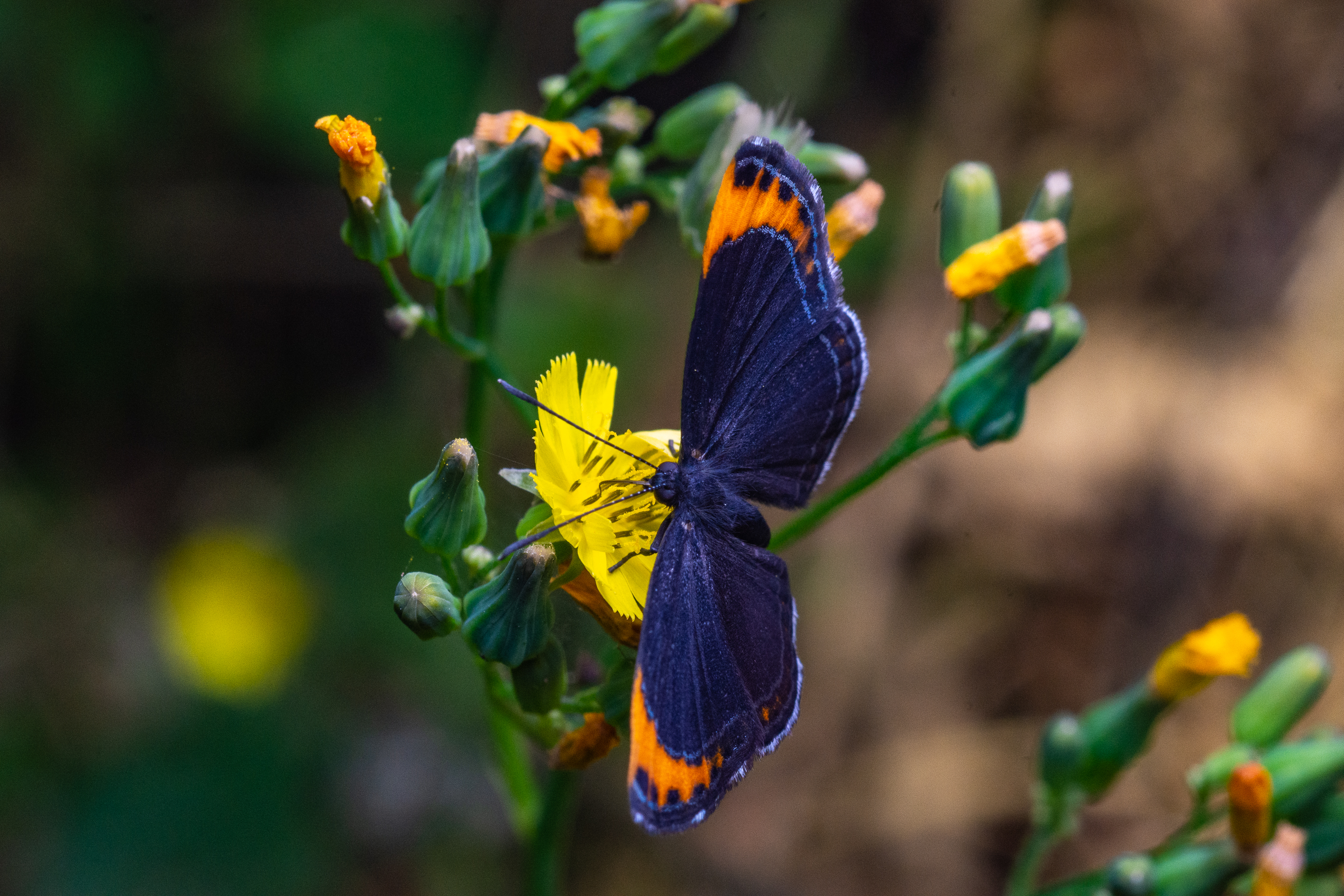
Borboleta visitando flor

Nesse contexto, os insetos têm um papel essencial no que refere-se à produção agrícola mundial, sendo que cerca de 75% das culturas agrícolas dependem, em algum nível, da polinização por insetos. Além disso, os serviços dos polinizadores geram mundialmente entre US $ 235-577 bilhões por ano, sendo que, no Brasil, o valor é de cerca de US $ 42-43 bilhões. Vale notar que a polinização não só permite a produção de alimento em quantidade, mas também em qualidade, o que é relevante no contexto de segurança alimentar de diversos países, em especial os em desenvolvimento, cuja economia é baseada principalmente na exportação de produtos agrícolas. Estudos recentes indicaram que a produtividade de cultivos agrícolas dependentes de polinização são importantes em dietas balanceadas, sendo as principais fontes de micronutrientes, incluindo vitaminas A e C, cálcio, fluoreto e ácido fólico. Portanto, a perda de polinizadores poderia gerar um importante aumento de doenças evitáveis, como doença coronariana, potencialmente resultando em 1.4 milhão de mortes adicionais por ano. Além de prover alimentos, plantas que dependem de polinização também contribuem diretamente na produção de biocombustíveis, fibras, medicamentos, materiais de construção e instrumentos.
Em relação às plantas utilizadas direta ou indiretamente na produção de alimentos no Brasil, das 191 para as quais existe conhecimento disponível sobre polinização, é possível inferir, para 91 delas, a classe de dependência de polinizadores. Dentro dessas 91, para cerca de 35% o serviço ecossistêmico da polinização é essencial, como é o caso da abóbora (Cucurbita spp.), maracujá (Passiflora edulis), melancia (Citrullus lanatus), melão (Cucumis melo), entre outros e para cerca de 24% existe uma alta dependência de polinizadores, como ocorre com a ameixa (Prunus salicina), abacate (Persea americana), cebola (Allium cepa), guaraná (Paullinia cupana), palmito (Euterpe edulis), entre outros.
Por fim, além da importância socioeconômica, a polinização por insetos é responsável pela polinização de diversas espécies vegetais na natureza, além de conduzir significantes níveis de diversificação evolutiva tanto das plantas quanto dos insetos envolvidos nessa interação. Ademais, a polinização cruzada realizada por insetos pode promover aumento da variabilidade genética das plantas, o que pode contribuir para resiliência e adaptabilidade das espécies vegetais. Nota-se que os polinizadores não só apresentam um papel importante na diversidade de plantas, mas também apoiam indiretamente uma enorme variedade de organismos, incluindo leveduras e outros microrganismos no néctar, predadores e herbívoros especialistas, animais que se alimentam de frutas e sementes e assim por diante.

## Ameaças e Conservação

### Status Quo e Tendências
O declínio populacional dos polinizadores já é uma realidade que enfrentamos fortemente no século XXI. Os poucos programas de estudo e monitoramento normalmente são focados na abelha africana (Apis mellifera), porém os efeitos sobre a populações de abelhas nativas já são sentidos por fazendeiros e pelas populações rurais pelo mundo, e novas iniciativas têm surgido para melhor compreender estes impactos. A escassez de dados se deve em parte à falta de programas de monitoramento coordenados e padronizados. Estudos indiretos, analisando diferentes comunidades de polinizadores (utilizando o entorno de regiões de intensificação agrícola e fragmentação de habitat como modelo), apontam uma ampla diminuição na riqueza de espécies e abundância de polinizadores como consequência de agricultura e perda de habitat. Espécies mais especializadas costumam ser mais afetadas que as generalistas.
A principal espécie de polinizador utilizada para fins agrícolas é a abelha africana (Apis mellifera), capaz de aumentar o rendimento de culturas entomofílicas em até 96%, já sendo considerada essencial para plantações em muitas regiões do mundo, como os EUA e a Europa, onde as abelhas nativas são cada vez menos capazes de polinizar as culturas naturalmente. Porém, mesmo as populações de Apis já vêm registrando quedas dramáticas. Entre 1947 e 2005, nos EUA, houve uma redução de 59% das populações de Apis, com uma subsequente redução de 66% entre 2006-2007 devido ao Distúrbio de Colapso das Colônias. Além disso, a introdução do ácaro asiático Varroa destructor dizimou todas as colônias ferais e selvagens de Apis na Europa e nos EUA, restando apenas aquelas manejadas por apicultores, indústria esta decadente no norte global.

### Consequências econômicas e socioeconômicas
Os polinizadores fornecem um serviço ecossistêmico vital para a manutenção de comunidades de plantas, tanto selvagens quanto domésticas. Insetos, particularmente as abelhas, são os polinizadores primários da enorme maioria das espécies.
Cerca de 80% de todas as plantas selvagens dependem diretamente da polinização por insetos, e as espécies que dependem de polinização cruzada são as mais afetadas, com suas populações diminuindo paralelamente à de seus polinizadores. Em uma metanálise de 54 estudos, abrangendo 89 espécies de plantas, a causa mais frequente de imparidade reprodutiva em populações selvagens em ambientes fragmentados foi a escassez de polinização. Tanto espécies generalistas quanto especialistas de plantas estão suscetíveis aos efeitos do declínio de polinizadores, já que o fenômeno não afeta espécies individualmente, mas sim toda a cadeia de interações nas quais os polinizadores participam. O declínio dos polinizadores acarreta no declínio de toda a teia florística ao redor deles, reduzindo comunidades inteiras, e até ecossistemas, a uma fração ínfima da diversidade e abundância originais.
Em relação aos cultivos agrícolas, cerca de 75% das culturas destinadas para o consumo humano (especialmente as frutas) dependem diretamente da polinização por insetos, serviço este com valor anual estimado em 153 bilhões de euros (aproximadamente 9,5% do valor econômico total de toda produção agrícola mundial). Cada vez mais agricultores dependem de abelhas africanas (Apis mellifera) comercialmente cultivadas para atingirem o rendimento necessário (trabalho este que já era realizado por abelhas nativas). Com o declínio populacional tanto de Apis quanto de abelhas nativas, é prevista uma diminuição gradual ou até mesmo abrupta do rendimento agrícola nos próximos anos, especialmente na produção de sementes e frutas. Os riscos são globais, porém mais graves em regiões como a América Latina, que possui uma alta alta diversidade de culturas dependentes de polinizadores, muitas vezes dependendo exclusivamente de polinizadores nativos, além de uma grande presença de populações nativas que praticam agricultura familiar, portanto dependendo da polinização por insetos para a sua sobrevivência.

### Principais ameaças e fatores contribuintes para o declínio

#### Modificações do uso da terra: perda de habitat, fragmentação, e perda da diversidade de recursos

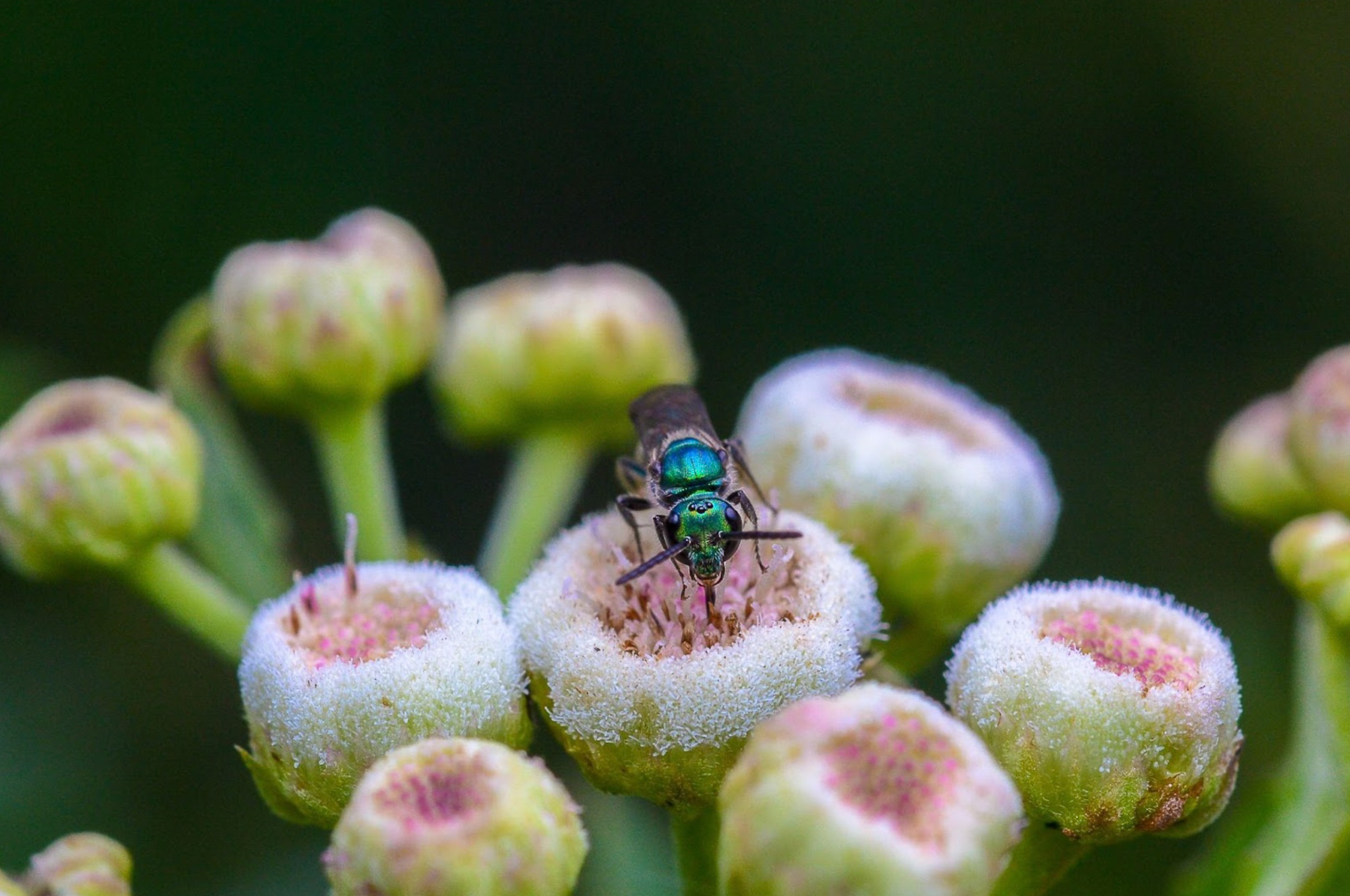
Abelha nativa visitando flor do Cerrado

Em uma metanálise de 54 estudos, a fragmentação de habitats foi o fator mais importante para a perda de diversidade e abundância de polinizadores, especialmente as abelhas. Outra análise quantitativa sintética, de 23 estudos com 17 culturas agrícolas do mundo todo, encontrou uma forte e significante correlação entre distância da área natural (seja por perda de habitat ou conversão) e perda de riqueza e diversidade de espécies de abelhas. A degradação de habitats afeta as abelhas primariamente pela perda de recursos florais, de ambientes de aninhamento, e pela introdução de inseticidas e outros agroquímicos. O desmatamento de matas ciliares, especialmente, é muito prejudicial para as abelhas, já que este ambiente é propício para coleta de recursos e aninhamento. A fragmentação também gera consequências genéticas para as populações de polinizadores, erodindo a diversidade genética de pequenas populações isoladas.
A intensificação agrícola também representa uma enorme ameaça. O aumento no uso de agroquímicos leva a uma maior degradação de habitats já fragmentados em regiões rurais. Inseticidas podem causar mortalidade direto por intoxicação, e podem resultar em mudanças de diversidade e riqueza de espécies, lembrando que estes não são apenas aplicados em plantações, mas também em quintais, jardins, parques, áreas recreativas, etc. Herbicidas e fertilizantes diminuem drasticamente os recursos florais presentes no ambiente, promovendo a substituição de flora nativa (capaz de fornecer alimento, recursos para a construção de ninhos, pontos de repouso, e servindo como hospedeiras para larvas)  por monoculturas, incapazes de sustentar uma população de polinizadores (culturas como arroz, milho e trigo são polinizadas pelo vento). Os agroquímicos também são capazes de se difundir para outras regiões através de cursos d'água ou chuvas, através do escoamento superficial e subsuperficial, contaminando bacias hidrográficas inteiras.
Os  pesticidas representam uma ameaça em todo o globo, porém seus efeitos são mais graves na América Latina, Ásia e África, onde há menor regulamentação e fiscalização sobre a aplicação desses químicos. Além disso, plantas geneticamente modificadas (GMOs) representam uma ameaça na América Latina, região esta com a segunda maior produção de transgênicos em todo mundo e que, novamente, carece de regulamentação e fiscalização.

#### Introdução de espécies invasoras: plantas, polinizadores, pragas e patógenos
Já existem evidências empíricas de plantas exóticas e entomofílicas se integrando na rede planta-polinizador em todo o mundo. Apesar de, inicialmente, agirem como um buffer no caso de abelhas generalistas (oferecendo mais recursos florais ao ambiente), plantas invasoras podem ter efeitos catastróficos para as relações locais de planta-polinizador, causando uma diminuição populacional de polinizadores (especialmente espécies especialistas), além de inúmeros prejuízos para a flora nativa.
A introdução da apicultura de Apis mellifera para fins agrícolas em todo o globo impacta diretamente os polinizadores nativos, que agora competem por recursos já escassos. Isso se intensifica em regiões como os neotrópicos, na qual as espécies nativas não possuem ferrão e em geral são menos agressivas que Apis mellifera, saindo prejudicadas na maioria dos confrontos. Polinizadores exóticos também podem desencadear efeitos negativos através de diluição genética, potencialmente cruzando com espécies nativas e erodindo a diversidade genética, além de serem potenciais vetores de doenças e patógenos como o ácaro asiático Varroa destructor, propagado através da apicultura de Apis mellifera.
O caso mais emblemático de patologias afetando polinizadores foi a primeira ocorrência de Distúrbio do Colapso das Colônias, na América do Norte, entre o inverno de 2006 e a primavera de 2007. Um colapso nas culturas de Apis mellifera ocasionou a morte de ⅓ de todas as abelhas da região, afetando 35 estados. Apicultores relatam perdas de 80-100% de suas colônias, e todas as colméias ferais ou selvagens pereceram. Ajustado para inflação, o prejuízo chegou a 143 bilhões de dólares. Os sintomas relatados foram a completa ausência de adultos nas colônias, com presença de apenas pupas e da rainha. As abelhas restantes se mostravam relutantes em relação à alimentação externa. As possíveis causas ainda são muito discutidas e investigadas, mas evidências indicam se tratar de uma patologia multifatorial, decorrente de: contaminação química (evolução de resistência à químicos por parte de ácaros e outros patógenos, levando à maior utilização, e portanto maior exposição das abelhas), patógenos (Mellisococcus pluton, Paenibacillus larvae), parasitas (Varroa destructor), fitness nutricional baixo, estresse, baixa diversidade genética, presença do Vírus Istraelense de Paralisia Aguda (IAPV), e exposição à ambientes frios (no qual não é possível manter a temperatura ótima dentro da colméia). A combinação de alguns desses fatores, muitos dos quais vêm se intensificando e se tornando mais presentes, parece resultar no Distúrbio do Colapso das Colônias.
Apesar de se conhecer pouco acerca do potencial de transmissão intraespecífica de patógenos (entre Apis e espécies nativas), há evidências que seu perigo é maior do que o estimado, especialmente para vírus de Apis, como o vírus deformador de asas (DWV). Os vírus de Apis podem infectar outras abelhas, e vírus de abelhas não-Apis podem infectar abelhas africanas, disseminando e propagando estes patógenos entre inúmeras espécies. As mudanças climáticas podem aumentar a disseminação de pragas e patógenos, e outros fatores como mudança de uso da terra, pesticidas e a diminuição de recursos florais aumentam a susceptibilidade de abelhas a patógenos. Além disso, as abelhas são mais suscetíveis geneticamente à extinções devido ao seu modo de reprodução, com machos haplóides estéreis e baixa população de indivíduos diplóides.

#### Mudanças climáticas
Evidências apontam para um já ocorrente colapso nas populações de polinizadores (a maioria dos estudos foram feitos com borboletas, mas o mesmo já é relatado para as abelhas). Os impactos das mudanças climáticas ocorrem em todos os níveis organizacionais; desde os indivíduos (alterando a atividade das abelhas), à genética de populações (ocasionando mudanças evolutivas), à mudanças ao nível de espécie (mudanças na fenologia, declínio populacional devido ao estreitamento de nichos climáticos, ou extinção local de espécies) ao nível de comunidades (mudanças na composição de funcionamento de comunidades de plantas e polinizadores). O desencontro espacial e temporal, decorrente do aquecimento global, na co-ocorrência de plantas e seus polinizadores, assim como nas interdependências morfológicas e funcionais, pode ocasionar o colapso destas interações.

##### Múltiplas causas e pressões
É importante ressaltar que os fatores citados acima agem simultaneamente, e potencialmente de forma sinergética em comunidades de polinizadores. Os fatores não agem isoladamente (apesar da maioria dos estudos tratá-los de forma individual), mas sim de forma interativa, o que pode intensificar ainda mais seus efeitos. Pouquíssimos estudos integram esses diferentes contribuintes, porém são de extrema importância, pois os efeitos não-aditivos de múltiplas causas e pressões podem ter imenso impacto, muito maiores do que a mera soma dos eventos isolados.

#### Esforços para conservação

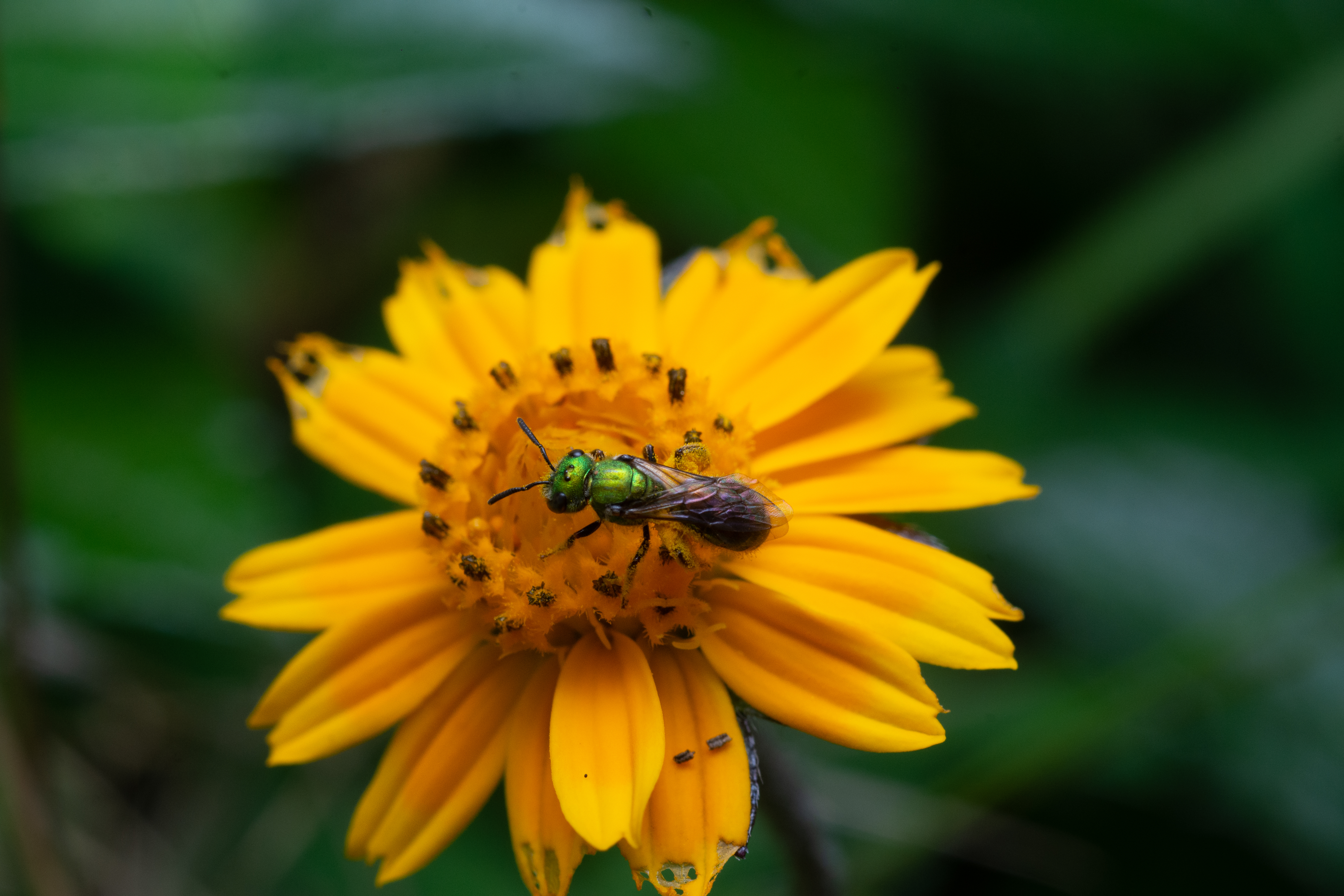
Abelha nativa visitando flor

A maioria dos estudos e focos de conservação tem como perspectiva o impacto na agricultura, e são pouquíssimas as medidas de cunho governamental, seja na escala local, regional, nacional ou global. Uma destas poucas iniciativas é o IPBES (Plataforma intergovernamental de políticas científicas acerca de biodiversidade e ecossistemas), na qual alguns Estados se reuniram para realizar diversas avaliações globais (incluindo avaliação global de polinizadores, polinização e produção alimentícia) e propor conceitos operacionais para preservação da biodiversidade e manejo de ecossistemas. Porém, as evidências acerca do status e tendências em populações de polinizadores, ameaças e impactos do declínio são em sua maioria concentradas em países de primeiro mundo, ao invés de em regiões mais vulneráveis (como América Latina e África).
A tendência nas políticas de conservação é de focar na preservação dos serviços ecossistêmicos e não na preservação do meio em si, o que é problemático considerando que a proporção de espécies que fornecem esses serviços é muito pequena quando comparada ao total de espécies. Porém, essa pequena parcela ainda depende da preservação do meio para sobreviver. A preservação focada apenas nos serviços apenas beneficia espécies amplamente distribuídas e relativamente comuns, comprometendo o viés conservacional.
Poucos polinizadores possuem uma importância óbvia para o fornecimento de polinização como serviço ecossistêmico. Cerca de 80% dos serviços ecossistêmicos de polinização são realizados por apenas 2% das espécies de polinizadores, e a grande maioria dos polinizadores não possui importância econômica (direta). Apesar da maioria dos cultivos se beneficiarem da polinização, essas plantas representam apenas uma minúscula fração da biodiversidade de angiospermas, sendo portanto incapazes de fornecer todos os recursos florais necessários para sustentar a maioria das espécies de polinizadores. Polinizadores raramente dependem de uma única espécie de planta para alimentação e materiais para construção de ninho, assim como nem todos os visitantes florais são polinizadores efetivos. Além disso, como o período de floração da maioria das plantas é curto, polinizadores dependem de uma ampla gama de espécies para obtenção de seus recursos. A abundância de polinizadores depende de incontáveis interações ecológicas com outros componentes da teia trófica, e polinizadores sem "importância econômica" atuam criticamente nos ecossistemas, proporcionando frutas e sementes de plantas nativas, e portanto sustentando uma maior biodiversidade através das teias tróficas. Em suma, o papel crucial de plantas e polinizadores que não proporcionam diretamente serviços ecossistêmicos não pode ser quantificado em termos econômicos.
A preservação da biodiversidade aumenta a resiliência de um ecossistema, já que uma maior diversidade de espécies pode ocasionar redundância de papéis ecológicos, aumentando a robustez do sistema. Se a qualidade/composição do ambiente decair, a abundância e diversidade de polinizadores e da polinização como serviço irá decair também, portanto, a abordagem correta é de preservar o meio como todo, e não com enfoque apenas nos serviços ecossistêmicos de polinização. Além disso, políticas de manejo devem focar não só nos impactos presentes, mas também nos possíveis impactos futuros decorrentes das mudanças climáticas a fim de evitar choques ecológicos.
Portanto, para se preservar os polinizadores, é necessário preservar o meio. Porém, no cenário político-econômico atual, isso é muito dificultado, pois a preservação da biodiversidade não é tida como prioridade (ao contrário dos lucros imediatos de uma monocultura). É necessário, portanto, uma abordagem holística que realmente enxergue o valor da biodiversidade e da sua conservação.
Algumas medidas possíveis para mitigação do declínio populacional de polinizadores é o incentivo a agricultores para adoção de práticas mais sustentáveis, como métodos mais ecológicos de cultivo (como agroflorestas), plantio de vegetação nativa para suporte e abrigo de polinizadores, criação de corredores ecológicos conectando fragmentos de matas, recuperação de matas ciliares e a apicultura de abelhas nativas (no caso do Brasil, a riqueza e abundância dessas abelhas, a capacidade de recrutarem companheiras de ninho e a constância floral fazem delas um importante grupo de polinizadores tropicais).